# Naseem Khushi
Muhammad Naseem Khushi (* 11. August 1982 in Sialkot, Pakistan) ist ein omanischer Cricketspieler, der seit 2017 für die omanische Nationalmannschaft spielt.

## Aktive Karriere
Khushi gab sein Debüt für die Nationalmannschaft gab er im Januar 2017 bei einem Acht-Nationen-Turnier in den Vereinigten Arabischen Emiraten gegen die Niederlande. Sein Debüt im ODI-Cricket folgte dann im Januar 2020 während einem Drei-Nationen-Turnier gegen die Vereinigten Arabischen Emirate. In beiden Formaten gelang es ihm sich im Team zu etablieren. So wurde er für den ICC Men’s T20 World Cup 2021 nominiert, konnte dort jedoch nicht herausragen. Sein erstes internationales Fifty gelang ihm beim ICC Cricket World Cup Qualifier 2023, als er 69 Runs gegen Schottland erzielte. Auch im Twenty20-Cricket erzielte er im September 2023 ein Fifty bei der Gulf Cricket T20I Championship, als ihm 64 Runs gegen Saudi-Arabien gelangen. Gegen Namibia erreichte er im April 2024 ein Fifty über 66 Runs und wurde dafür als Spieler des Spiels ausgezeichnet. Beim ACC Men’s Premier Cup 2024 gelang ihm gegen Kambodia mit 69 Runs ein weiteres Fifty. Er wurde daraufhin für den ICC Men’s T20 World Cup 2024 nominiert, konnte dort jedoch nicht herausstechen.